# Stanisław Feruś
Stanisław Feruś ps. „Stanisław Dzikowski”, „Zawierucha”, „Orlik”, „Q-1”, (ur. 9 grudnia 1905 w Odrzykoniu, zm. 2 czerwca 1989 w Sulechowie) – dowódca placówki AK w Odrzykoniu złożonej z trzech plutonów, redaktor i wydawca prasy konspiracyjnej.
Syn  Józefa  i Cecylii. Do szkoły realnej uczęszczał w Suchodole. Zarządca folwarku we Felsztynie i w Sąsiadowicach, oraz w Dubiecku, które opuścił 8 września 1939 udając się na Wschód. Gdy 17 września 1939 w m. Gaik Ukraińcy dokonali mordu na zamieszkałych tam Polakach, Feruś powrócił do Dubiecka, a potem do Odrzykonia.
W domu Urbanków uruchomił powielarnię i prowadził  ją w czasie prawie całej okupacji.
Wybuch II wojny światowej powodował wstąpienie do oddziałów obronnych. Feruś już w grudniu 1939 zorganizował Tajną Polską Organizację Wojskową. 26 grudnia 1939 w mieszkaniu Karola Urbanka uczestniczył  w pierwszym konspiracyjnym zebraniu TPOW. Opracował tekst przysięgi, którą 14 stycznia 1940 złożyło 10 członków TPOW.
Po nawiązaniu kontaktów z dowódcą placówki ZWZ Krosno Włodzimierzem Marszałkowskim przyłączył swoją zalążkową  placówkę w Odrzykoniu  do  krośnieńskiej,  otrzymując dla niej kryptonim „Oleander”, zostając jednocześnie jej zaprzysiężonym   dowódcą. Zorganizował trzy plutony. Był ich dowódcą od  10 IV 1940 do 16 IV 1944  w  ZWZ i AK, OP-15 jako „Oleander”, „Ola”. Na początku 1944 powstały tu trzy plutony składające się z 190, a w kwietniu 206 żołnierzy AK.
Zorganizował m.in.:
- 22 maja 1943 i 2 października 1943 – napady na dwór w Bratkówce w celu zdobycia broni,
- 1 lipca 1944 – odbiór zrzutu  sześciu ton broni z trzech samolotów w Lubli,
- rozbrojenie załogi jednostki lotniczej w Ustrobnej,
- 29 września 1943 napad pod dow. Demczuka na samochód ciężarowy wiozący zboże kontyngentowe.

W domu Urbanków funkcjonowała powielarnia, którą prowadził Stanisław Feruś-Dzikowski ps. "Orlik". W Odrzykoniu wydawane były przez Orlika:
- Przegląd Polski
- Biuletyn Informacyjny
- Naród Polski
- Racławice
- Placówka z 5 listopada 1944
- Reduta,  (wyd. od XII 1940 w Miejscu Piastowym, red. inż. Zygmunt Lewicki Maciej; potem w Odrzykoniu,  Stanisław Feruś   do 29 lipca 1944.

13 kwietnia 1944 został przypadkowo nakryty w czasie prowadzenia radiowego nasłuchu i została aresztowana Maria Urbanek, właścicielka domu. Mimo że po miesiącu została uwolniona, to jednak Orlik musiał opuścić placówkę (po nim dowódcami byli Franciszek Bożek „Czołgowiec B” i ppor. Józef Urbanek „Cedr”,„W-1”).
Prowadził  nadal wydawanie prasy w Szczepańcowej, potem w Głowience, a od 17 lipca 1944 w Odrzykoniu. I tu z datą 29 lipca 1944 wydał ostatnią „Redutę”.
5 listopada 1944 wydał czasopismo „Placówkę” i musiał uciekać przed NKWD i UB na Ziemie Zachodnie jako Stanisław Dzikowski.